# アンドレア・キトゥ
アンドレア・キトゥ（Andreea Chitu 1988年5月7日- ）は、ルーマニアのジュルジュ県・ボリンティン＝ヴァレ出身の柔道選手。階級は52kg級。身長158cm。初段。バベシュ・ボヨイ大学に在学していた。

## 人物
柔道は11歳の時にブカレストで始めた。2006年のヨーロッパジュニア52kg級で3位になると、その後57kg級に階級を上げてヨーロッパU23柔道選手権大会で優勝するなど、国際大会で一定の活躍をしていた。しかしながら、2011年の世界選手権では52kg級に出場してきて、ノーマークながらオール一本勝ちで準決勝まで上がってくるが、同じくオール一本勝ちで勝ち上がってきた日本の西田優香と対戦して先に指導1でリードしていたものの背負投で逆転負けを喫した。しかし3位決定戦では地元フランスのプリシラ・ネトを有効で破った。
2012年はヨーロッパ選手権で優勝を飾るも、ロンドンオリンピックでは2回戦で敗れた。2014年の世界選手権では決勝でコソボのマイリンダ・ケルメンディの技ありで敗れ2位となった。
2015年にはヨーロッパ競技大会で優勝した。世界選手権では決勝で日本の中村美里に指導1で敗れて2年連続2位にとどまった。2016年のリオデジャネイロオリンピックでは7位に終わった。2021年7月に日本武道館で開催された東京オリンピックでは2回戦で敗れた。

## 主な戦績
- 2006年 - ヨーロッパジュニア　3位(52kg級)

57kg級での戦績
- 2008年 - ヨーロッパU23柔道選手権大会　2位
- 2008年 - 嘉納杯　5位
- 2009年 - グランドスラム・パリ　5位
- 2009年 - グランプリ・チュニス　5位
- 2009年 - フランス語圏競技大会　3位
- 2009年 - ヨーロッパU23柔道選手権大会　2位
- 2010年 - ワールドカップ・ブダペスト　3位
- 2010年 - ワールドカップ・ワルシャワ　3位
- 2010年 - グランプリ・チュニス　5位
- 2010年 - グランプリ・ロッテルダム　5位
- 2010年 - ヨーロッパU23柔道選手権大会　優勝
- 2011年 - ワールドカップ・ソフィア　3位
- 2011年 - グランドスラム・リオデジャネイロ　5位
- 2011年 - ワールドカップ・サンパウロ　3位

52kg級での戦績
- 2011年 - ミリタリーワールドゲームズ　3位
- 2011年 - 世界選手権　3位
- 2011年 - グランプリ・アブダビ　5位
- 2011年 - ワールドカップ・チェジュ　優勝
- 2012年 - ヨーロッパ選手権　優勝
- 2012年 - ワールドカップ・ブカレスト　優勝
- 2013年 - グランドスラム・パリ　3位
- 2013年 - グランプリ・デュッセルドルフ　2位
- 2013年 - ヨーロッパ選手権　2位
- 2013年 - ワールドマスターズ　3位
- 2013年 - グランドスラム・モスクワ　5位
- 2013年 - グランプリ・アブダビ　3位
- 2013年 -　グランドスラム・東京 3位
- 2013年 - グランプリ・チェジュ　3位
- 2014年 - グランプリ・サムスン　3位
- 2014年 - ヨーロッパ選手権　3位
- 2014年 - 世界選手権　2位
- 2014年 - グランプリ・タシュケント　優勝
- 2014年 - グランドスラム・アブダビ　2位
- 2014年 -　グランプリ・青島　5位
- 2014年 -　グランプリ・チェジュ　優勝
- 2015年 - グランプリ・デュッセルドルフ　3位
- 2015年 - グランプリ・ザグレブ　優勝
- 2015年 - グランドスラム・バクー　2位
- 2015年 - ワールドマスターズ　5位
- 2015年 - ヨーロッパオープン・ブカレスト　優勝
- 2015年 - ヨーロッパ競技大会　優勝
- 2015年 - 世界選手権　2位
- 2015年 - グランドスラム・アブダビ　5位
- 2015年 -　グランプリ・チェジュ　優勝
- 2016年 -　グランドスラム・パリ　2位
- 2016年 - グランプリ・デュッセルドルフ　3位
- 2016年 - ヨーロッパ選手権　2位
- 2016年 -　ワールドマスターズ　5位
- 2016年 - リオデジャネイロオリンピック 7位
- 2018年 -　ヨーロッパ選手権　7位
- 2018年 -　ヨーロッパオープン・マドリード　優勝
- 2019年 -　グランプリ・テルアビブ　3位
- 2019年 -　グランプリ・アンタルヤ　優勝
- 2019年 - グランプリ・ブダペスト　3位
- 2019年 - ミリタリーワールドゲームズ　2位
- 2020年 -　グランドスラム・ブダペスト　3位
- 2020年 - ヨーロッパ選手権　2位

(出典、JudoInside.com)